# Podstenje
Podstenje – wieś w Słowenii, w gminie Ilirska Bistrica. W 2018 roku liczyła 67 mieszkańców.